# Gheorghe Savu
Gheorghe Savu – rumuński zapaśnik walczący w stylu klasycznym. Brązowy medalista mistrzostw świata w 1985. Czwarty na mistrzostwach Europy w 1985; szósty w 1987. Mistrz Europy młodzieży w 1982 roku.